# Рафаел Леонидас Трухильо
Рафаел Леонидас Трухильо Молина (на испански: Rafael Leónidas Trujillo Molina) е дългогодишен президент на Доминиканската република и сред най-дълго управлявалите диктатори в Централна Америка и Карибския басейн.
Управлението на Трухильо е съпроводено с политически чистки и гонения, извършвани над членове на легалната политическа опозиция, както и над популярните партизански отряди на Антонио Имберт. В политическата диктатура Трухильо включва секретни отряди за сигурност, известни като calies. Трухильо е отговорен за много смъртни случаи, включително Магданозовото клане през 1937 г., когато по негова заповед са избити между 537 и 12 166 хаитяни.

## Ранен живот
Трухильо е роден на 24 октомври 1891 г. в Сан Кристобал в семейство от ниската средна класа. Баща му, Хосе Трухильо Валдес, е син на испански сержант, пристигнал в Санто Доминго като член на испански сили за подкрепление по време на опита на САЩ да анексират града. Майка му, Алтагарсия Хулия Молина Шевалие, има хаитянски френски корени. Трухильо е третото от общо единадесет деца. Има и един осиновен брат.
През 1897 г., на 6-годишна възраст, Трухильо е записан в училище, но година по-късно е преместен в друго, където става ученик на Еухенио Мария де Остос. На 16 години Трухильо започва работа като телеграфен оператор. След три години работа Трухильо прибягва до престъпления – кражби на добитък, подправяне на чекове и пощенски грабежи. Прекарва няколко месеца в затвора, но това не разубеждава Трухильо, който по-късно съставя разбойническа банда обирджии.

## Идване на власт
През 1916 г. САЩ окупират Доминиканската република, а окупаторите бързо установяват местна жандармерия, която да поддържа реда. Трухильо се присъединява към Националната гвардия през 1918 г. и се обучава с американските морски пехотинци. Съзрял възможността, Трухильо впечатлява началниците си и е повишен от кадет на генерал и впоследствие главнокомандващ армията само за девет години.
През февруари 1930 г. започва бунт (или преврат) срещу президента Орасио Васкес в Сантяго де лос Кабайерос. Трухильо сключва тайна сделка с водача на бунтовниците Рафаел Естрея Уреня. Той му позволява да завземе властта, а в замяна очаква да Естрея да му позволи да се кандидатира за президент на следващите избори. Докато бунтовниците приближават към Санто Доминго, Васкес нарежда на Трухильо да ги отблъсне. Той, обаче, под „неутрален“ претекст държи войниците си в казармите, позволявайки на бунтовниците на Естрея да превземат столицата безпрепятствено. На 3 март Естрея е обявен за действащ президент, а Трухильо става началник както на армията, така и на полицията. Спазвайки уговорката си, Трухильо е издигнат за кандидат за президент от Патриотичната коалиция на гражданите (на испански: Coalición patriotica de los ciudadanos). Другите кандидати бързо стават мишена на тормоз от страна на армията. Когато в крайна сметка става ясно, че армията няма да позволи на никой друг освен Трухильо да спечели изборите, останалите кандидати се отказват. Неизненадващо бюлетината на Трухильо и Естрея печели изборите с 99% подкрепа. Американския посланик Чарлз Бойд Къртис пише, че Трухильо е получил много повече гласове, отколкото хора реално са гласували.

## Правителство
Три седмици и половина след като Трухильо става президент, унищожителен ураган удря Санто Доминго и убива 2000 души. В отговор на бедствието, Трухильо обявява военно положение в страната и започва да възстановява града. След като работите по възстановяването приключват, той преименува столицата на Сиудад Трухильо в своя чест. Освен това той преименува множество улици, паметници и забележителности из цялата страна на свое име. На 16 август 1931 г., първата годишнина от поемането му на властта, Трухильо обявява Доминиканската партия (на испански: Partido Dominicano) за единствената законна политическа партия. По това време държавата вече е де факто с еднопартийна система, ръководена от Трухильо. Държавните служители са задължени със закон да „даряват“ 10% от заплатите си за националната хазна. Върху младите хора се оказва силен натиск да се присъединяват към партията. Членовете ѝ трябва да носят членските си книжки със себе си, а при условие, че бъдат хванати да се разхождат без тях, могат да бъдат арестувани. Тези, които не се присъединяват или не допринасят за партията, поемат риск. През 1934 г. Трухильо, който вече сам се е повишил на генералисимус на армията, се кандидатира отново за избори. На тях вече не е останала организирана опозиция в страната и той е избран като единствен кандидат в гласуването. След това той организира големи тълпи от хора, които да манифестират с викове верността си към правителството.

## Култ към личността
През 1936 г., по предложение на Марио Фермин Кабрал, Конгресът на Доминиканската република гласува с мнозинство за промяна на името на столицата от Санто Доминго на Сиудад Трухильо. Провинция Сан Кристобал е преименувана на Трухильо, а най-високият връх в страната, Пико Дуарте, е кръстен Пико Трухильо. Статуи на „Ел Хефе“ („Шефа“), както е наричан, се произвеждат масово и се издигат из страната. Националните вестници го възхваляват на главните си страници, а регистрационните номера на колите понякога имат слогани „Да живее Трухильо“. Накрая дори църквите са принуждавани да поставят слогана „Бог в небето, Трухльо на Земята“. Поддръжниците на Трухильо дори се опитват да го номинират за Нобелова награда за мир.
Трухильо може да се кандидатира за президент отново през 1938 г., но вместо това заявява: „Аз, доброволно и срещу волята на народа, отказвам да бъда преизбран на тази висша длъжност“. Всъщност, бурна кампания за преизбиране вече е била започната към средата на 1937 г., но международното недоволство след Магданозовото клане по-късно през същата година карат Трухильо да се завърне към личния си живот. Впоследствие Доминиканската партия номинира избраника на Трухильо, 71-годишния вицепрезидент Хасинто Пейнадо, заедно с Мануел де Хесус Тронкосо де ла Конча. На бюлетината през 1938 г. те са отделно. Трухильо запазва позицията си на генералисимус и ръководител на Доминиканската партия. Много скоро става ясно, че новоизбраният президент Пейнадо е нищо повече от марионетка, докато Трухильо все още държи цялата власт в държавата. Пейнадо умира на 7 март 1940 г., а Тронкосо дослужва остатъка от мандата му. Обаче, през 1942 г., когато американският президент Франклин Рузвелт се кандидатира за трети президентски мандат в САЩ, Трухильо се мотивира да се кандидатира отново и печели президентските избори без опозиция. След това служи два мандата, като си ги удължава до пет години всеки. През 1952 г., под натиск от Организацията на американските държави, той отстъпва президентския пост на брат си, Ектор Трухильо. Макар официално вече да не е на власт, Рафаел Трухильо продължава да организира събития в своя чест.

## Репресии
Бруталните репресии на членовете на опозицията са основна характеристика на управлението на Трухильо от самото му начало през 1930 г. Трухильо поддържа и списък от хора за екзекутиране по света, които възприема като преки врагове или са го обидили. Понякога дори позволява организирането на опозиционни партии и им позволява да действат открито. Така той може законно да ги арестува.
По-късно арестите и убиванията се извършват от Службата за военно разузнаване (на испански: Servicio de Inteligencia Militar). Някои от случаите стават печално известни извън страната, като например убийствата на Хесус Галиндес и сестрите Мирабал. Това допълнително уронва репутацията на Трухильо пред американското правителство. След като Трухильо одобрява опипта за убийство на венецуелския президент Ромуло Бетанкур, САЩ блокира достъпа на Трухильо до американските печалби от захар.

## Имиграция
Трухильо става известен със своята политика на отворените врати, приемайки еврейски бежанци от Европа, японци през 1930-те години и изгнаници от Испания след гражданската война там. Той разработва уникална доминиканска политика на расова дискриминация, която е насочена главно срещу чернокожите хаитяни. По време на Евианската конференция през 1938 г. Доминиканската република се оказва единствената държава, която би приела евреи и се съгласява да даде подслон на до 100 000 бежанци. През 1940 г. е подписано споразумение, а Трухильо дарява 110 km2 от имотите си на заселниците. Първите заселници пристигат през май 1940 г. Повечето от тях по-късно заминават за САЩ.
Европейските бежанци увеличават данъчната основа на Доминиканската република и добавят още към бялото население на иначе смесената нация. Правителството предпочита белите бежанци, пред останалите.

## Политика за околната среда
Режимът на Трухильо значително разширява Ведадо дел Яке, природния резерват около река Яке дел Сур. През 1934 г. той забранява горенето и изсичането на горите за разчистване на земя за селското стопанство, установява агенция за управление на горите, която да защитава парковата система, и забранява изсичането на борове без разрешение. През 1950-те години режима на Трухильо възлага проучване относно хидроелектрическия потенциал на водоемите в Доминиканската република. Комисията прави заключение, че само гористите водни пътища могат да поддържат водноелектрически централи, така че Трухильо забранява сечта в речните корита с потенциал. След смъртта му през 1961 г. сечта в страната продължава.
Трухильо насърчава външните инвестиции в страната, особено от САЩ. Дава на концесия минерални и петролни находища..

## Външна политика
Трухильо се стреми към мирно съжителство с правителството на САЩ. По време на Втората световна война той страни със Съюзниците и обявява война на Германия, Италия и Япония на 11 декември 1941 г. Макар Доминиканската република да няма военно участие във войната, тя става един от учредителите на ООН. Трухильо поощрява дипломатическите и икономическите връзки със САЩ, но политиките му често водят до напрежение със страни от Латинска Америка, особено с Коста Рика и Венецуела. Поддържа добри отношения с Франко в Испания, Перон в Аржентина и Сомоса в Никарагуа. Към края на управлението му, отношенията му със САЩ се влошават.
Голямото развитие на доминиканските въоръжени сили през Втората световна война, натрупване, което продължава с пълна сила и след войната с помощта на държави като Бразилия и Швеция, нарушават мира в Карибския регион, дори след като глобалният конфликт приключва. Военната мощ, включваща излишък на техника като P-51 Mustang и Martin B-26 Marauder, поддържат Трухильо като категоричен господар на Доминиканската република. Военният комплекс на Трухильо и най-вече военновъздушния му капацитет държат Хаити под постоянно напрежение. Страхът достига до Куба, Мексико и Венецуела до края на властта на диктатора.
На 24 септември 1940 г. Трухильо и американският държавен секретар Кордел Хъл подписват споразумение, според което САЩ отстъпва контрола си над събирането на митнически такси от страната, а Доминиканската република се ангажира да депозира събираните правителствени приходи в банкова сметка, така че да гарантира изплащането на външния си дълг. Този дипломатически успех дават повод на Трухильо да предприеме масивна пропагандна кампания, която го представя като спасител на нацията.
Хаити в миналото окупира територията на днешната Доминиканска република в периода 1822 – 1844 г. Границата между двете държави след това е слабо определена. През 1933 г. и отново през 1935 г. Трухильо се среща с хаитянския президент Стенио Венсан, за да се разреши казуса с границата. Към 1936 г. вече е постигната и подписана договорка. Междувременно, Трухильо се свързва с генерал Каликсте, комадир на хаитянската гвардия, и Ели Леско, хаитянски посланик в Сиудад Трухильо (Санто Доминго). Дори и след подписването на договора, границата продължава да е обект на нарушения. Така през 1937 г. Трухильо пристъпва към извършването на Магданозовото клане (на испански: La Masacre del Perejil). Заявявайки че Хаити приютява бившите му врагове, той нарежда нападение по границата, убивайки десетки хиляди хаитяни, които се опитват да избягат. Точният брой на избитите не е ясен. Доминиканските военни използват мачетета, за да убиват и осакатяват много от жертвите си. Освен това те откарват някои от жертвите си до пристанището на Сан Фернандо де Монте Кристи, където са им завързвани ръцете и краката и са хвърляни в океана. През 1975 г. Хоакин Балагер, който е временен министър на външните работи на Доминиканската република по време на клането, поставя броя на убитите на 17 000 души.
Правителството на Хаити в крайна сметка поисква международно разследване. Под натиск от САЩ, през януари 1938 г. Трухильо се съгласява да изплати репарации в размер на 750 000 щатски долара. На следващата година цифрата е намалена на 525 000 долара, което се равнява на 30 долара на жертва. От тях до оцелелите близки достигат по 2 цента, поради корупцията в хаитянската бюрокрация. През 1946 г. Леско бяга в изгнание след демонстрации срещу него.
През 1941 г. Леско, който получава финансова подкрепа от Трухильо, наследява Венсан като президент на Хаити. Трухильо очаква да направи Леско своя марионетка, но Леско се обръща срещу него. Трухильо неуспешно се опитва да го убие през 1944 г.
През 1947 г. доминикански изгнаници, сред които Хуан Бош, се концентрират в Куба. С одобрението и подкрепата на кубинското правителство на Рамон Грау се обучава експедиционна войска, която да нахлуе в Доминиканската република и да извърши преврат срещу Трухильо. Все пак, международният натиск, особено от страна на САЩ, кара изгнаниците да прекратят експедицията. От своя страна, когато Фулхенсио Батиста е на власт, Трухильо първоначално подкрепя Карлос Прио Сокарас, който е бил свален с преврат. Обаче, оръжията, които Трухильо изпраща, скоро попадат в ръцете на бунтовниците на Фидел Кастро, когато Прио се съюзява с него. След 1956 г., когато Трухильо вижда, че Кастро заема все по-добра позиция, започва да подкрепя Батиста с пари, самолети, оборудване и хора. Трухильо, бидейки убеден, че Батиста ще надделее, е изненадан, когато Батиста се оказва беглец, след като е бил свален от власт. Трухильо държи Батиста практически като затворник до август 1959 г. Едва след като плаща между 3 и 4 милиона щатски долара, на Батиста е позволено да избяга в Португалия.
Кастро отправя заплахи, че ще отстрани Трухильо, а последният отговаря с увеличаване на бюджета за национална отбрана. Съставен е легион, който да защитава границата с Хаити, тъй като много хора очакват, че Кастро ще нападне именно от Хаити, като по пътя си отстрани и хаитянския президент Франсоа Дювалие.
Към края на 1950-те години опозицията срещу режима на Трухильо достига връх. Много граждани настояват за демократизация, особено тези от по-младите поколения, които не помнят бедността и нестабилността преди Трухильо. Режимът отговаря с още по-големи репресии.
Трухильо започва все повече да се намесва във вътрешните работи на съседните страни. Той изразява презрението си към президента на Венецуела, Ромуло Бетанкур. Бидейки открит противник на Трухильо, Бетанкур се свързва с доминиканците, които заговорничат срещу диктатора. Трухильо развива обсебваща омраза към Бетанкур и подкрепя многобройните заговори на венецуелските изгнаници, които се стремят да свалят от власт венецуелския президент. Този модел на намеса принуждава правителството на Венецуела да отнесе случая с Трухильо до Организацията на американските държави. Това вбесява Трухильо, който нарежда на агентите си да заложат бомба в колата на Бетанкур. На 24 юни 1960 г., докато Бетанкур преминава с колата си по улиците на Каракас по случай парада на Деня на армията, мощна бомба си взривява в автоколоната му. Бомбата е поставена в кола, паркирана близо до парадния маршрут, и съдържа 65 килограма тротил. Един човек загива, а Бетанкур получава тежки изгаряния на ръцете.
Инцидентът с Бетанкур съвсем настройва света срещу Трухильо. Ядосаните членове на Организацията на американските държави единодушно гласуват да скъсат дипломатическите си отношения с правителството му и да наложат икономически санкции срещу Доминиканската република. Бруталното тройно убийство от 25 ноември 1960 г. на сестрите Мирабал, които се противопоставят на диктатурата на Трухильо, още повече допринася за недоволството срещу репресивното му управление.

## Личен живот
Централният стълб на Трухильо е неговият инстинкт за власт. Освен това той има голямо влечение към парите, които счита за свой източник и опора на властта. В работата си той е методичен, пунктуален, потаен и охраняван. Няма истински приятели, само сътрудници и познати, като действията му спрямо тях често са непредвидими. Трухильо и семейството му натрупват огромно богатство. Той придобива пасищни земи в голям мащаб и се занимава с производство на месо и мляко, които скоро се превръщат в негов монопол. Солта, захарта, тютюна, дървесината и лотарията са други отрасли, които той или негови роднини монополизират. Членовете на семейството на Трухильо са назначавани в правителството и армията. Така, единият от синовете на Трухильо е назначен за полковник в Доминиканската армията, когато е едва на 4-годишна възраст.
Към 1937 г. годишните приходи на диктатора възлизат на 1,5 милиона щатски долара, а към смъртта си притежава 111 компании. Неговата любов към фини и показни дрехи се изразява в сложни униформи и костюми, от които притежава почти 2000. Имайки влечение и към вратовръзките, той натрупва колекция от над 10 000. Той обилно се пръска с парфюми и обича да клюкарства.
Трухильо е сексуален хищник, предпочитайки по-закръглени мулатки. По-късно започва да изнасилва и непълнолетни момичета. Много от хората, искащи услуги от него, му водят жени. Впоследствие той дори назначава служител, който да организира срещите му с жени.
Диктаторът се жени три пъти, като държи другите си жени за любовници. На 13 август 1913 г. се жени за Аминта Ледесма Лашапел. На 30 март 1927 г. се жени за Биенвенида Рикардо Мартинес. Година по-късно се среща с Мария де лос Анхелес Мартинес Алба, която му става любовница. През 1935 г. се развежда с Биенвенида и се жени за Мария.
Въпреки безразличността си към бейзбола, Трухильо кани много афроамерикански играчи в страната си, където получават добро заплащане, където играят в първа лига. Като цяло, Трухильо е изпълнен с енергия и здрав, но страда от хронични пикочни инфекции, а по-късно и от проблеми с простатата. През 1934 г. е извикан лекар от Париж, който да извърши три урологични процедури на Трухильо.
Трухильо привидно е римокатолик, но набожността му се ограничава до формалната роля на религията в обществените дела. Той вярва в местните народни религии.

## Убийство
На 30 май 1961 г. Трухильо е застрелян в синия си Chevrolet Bel Air, след като нападнат от засада на път в околностите на доминиканската столица. Сред организаторите на заговора са генералите Антонио Имберт Барера и Хуан Томас Диас. Те, обаче, не успяват да поемат властта, тъй като генерал Хосе Рене Роман Фернандес предава конспираторите чрез бездействието си, а резервен план така и не е съставен. Междувременно, семейството на Трухильо и Службата за военно разузнаване се захващат за работа да заловят конспираторите и довеждат Рамфис Трухильо от Париж, който да заеме позицията на брат си. Отговорът на военното разузнаване е бърз и брутален. Стотици заподозрени са задържани, а много от тях са измъчвани. На 18 ноември се извършват последните екзекуции. Антонио Имберт Барера се оказва единственият от седемте убийци, които оцеляват след гоненията.
Погребението на диктатора е съпроводено от дълга процесия, завършваща в родния му град, Сан Кристобал, където е и погребан. Президентът Хоакин Балагер изнася възхваляваща го реч. Опитите на семейство Трухильо да задържат властта в страната накрая се провалят. Военните бунтове от 19 ноември и заплахата от американска намеса на практика слагат край на режима на Трухильо. Президентът по-късно позволява на Рамфис Трухильо да пренесе тялото на баща си в Париж, където е погребан повторно на 14 август 1964 г. Шест години по-късно тялото му е пренесено в Мадрид.
Последвалите разследвания показват, че Трухильо е бил убит с оръжия, доставени от американското ЦРУ. Впоследствие става ясно, че САЩ играе дори по-голяма роля в убийството от просто снабдяване с оръжия, финансирайки леви организации и политици.